# Comolia
Comolia é um género botânico pertencente à família Melastomataceae. Bem distribuído na América do Sul, ocorrendo no Brasil.
Espécies herbáceas, com flores viatososas de anteras poricidas.

## Espécies
1. ↑  «Comolia — World Flora Online». www.worldfloraonline.org. Consultado em 19 de agosto de 2020